# Plagodis illinoiaria
Plagodis illinoiaria là một loài bướm đêm trong họ Geometridae.